# Apalus montanus
Apalus montanus – gatunek chrząszcza z rodziny oleicowatych.
Gatunek ten opisany został po raz pierwszy w 1897 roku przez Karla Eschericha.
Chrząszcz o wydłużonym ciele długości około 10 mm. Głowa jest czarna, matowa, tak szeroka jak przedplecze, o zupełnie płaskim i głęboko między oczami punktowanym czole oraz o silnie rozproszonych punktach na skroniach. Sięgające środka długości ciała czułki również są czarne. Przedplecze jest czarne, matowe, o nabrzmiałej krawędzi przedniej i wydzielonej poprzecznym wciskiem przed środkiem długości oraz o tylnej połowie silnie zakrzywionej i podzielonej głęboką, podłużną linią. Na pierwszym członie czułków, głowie, przedpleczu, spodzie ciała i odnóżach występują krótkie, żółtawe włoski. Pokrywy są błyszczące, jasnorudobrązowe. Tylna para odnóży ma zgrubiałe,  zewnętrzne ostrogi wierzchołkowe goleni. Odwłok jest całkowicie nakryty pokrywami.
Owad palearktyczny, znany z Grecji i anatolijskiej części Turcji.